# Phractolaemus ansorgii
Phractolaemus ansorgii – gatunek małej, słodkowodnej ryby piaskolcokształtnej (Gonorynchiformes), jedyny przedstawiciel rodzaju Phractolaemus i rodziny Phractolaemidae.

## Zasięg występowania
Afryka Środkowa. Gatunek szeroko rozprzestrzeniony od Beninu do Demokratycznej Republiki Konga.

## Cechy charakterystyczne
Mały otwór gębowy w położeniu górnym. Szczęka wysuwalna. 6 promieni w płetwach brzusznych. Pęcherz pławny – podzielony na liczne małe pęcherzyki – jest przystosowany do oddychania powietrzem atmosferycznym. Ciało wydłużone, pokryte łuską cykloidalną, osiąga około 16 cm długości (maksymalnie 25 cm).